# Корията (защитена местност)
Вижте пояснителната страница за други значения на Корията.
Корията е защитена местност в Западните Родопи, в землището на село Равногор.
Защитената местност е с площ 27,5 хектара. На 9 февруари 1973 г. територията е обявена за историчеко място, на което се е провело сражение и са загинали партизани от отряд „Антон Иванов“. На 3 април 2003 г. е прекатегоризирано в защитена местност с цел опазване на характерен ландшафт, като са запазени площта и режимът на дейностите.
В защитената местност се забранява:
- извеждането на сечи, освен санитарни и ландшафтни, с оглед за подобряване на санитарното и ландшафтно състояние на обектите. Стопанисването да се извършва съгласно устройствените проекти с максимално запазване на природната обстановка;
- пашата на добитък през всяко време;
- откриване на кариери, къртене на камъни, вадене на пясък и други инертни материали, изхвърляне на сгурия и различни промишлени отпадъци, както и всякакви действия, чрез които се нарушава или загрозява природната обстановка в тях.[1]